# 河北中央公園
河北中央公園（かほくちゅうおうこうえん）は、山形県西村山郡河北町にある公園である。

## 概要
1958年（昭和33年）5月に開園。河北町市街地の南側に位置し、園内には水・陸のフィールドアスレチック、テニスコート、ふれあい館などの施設がある。

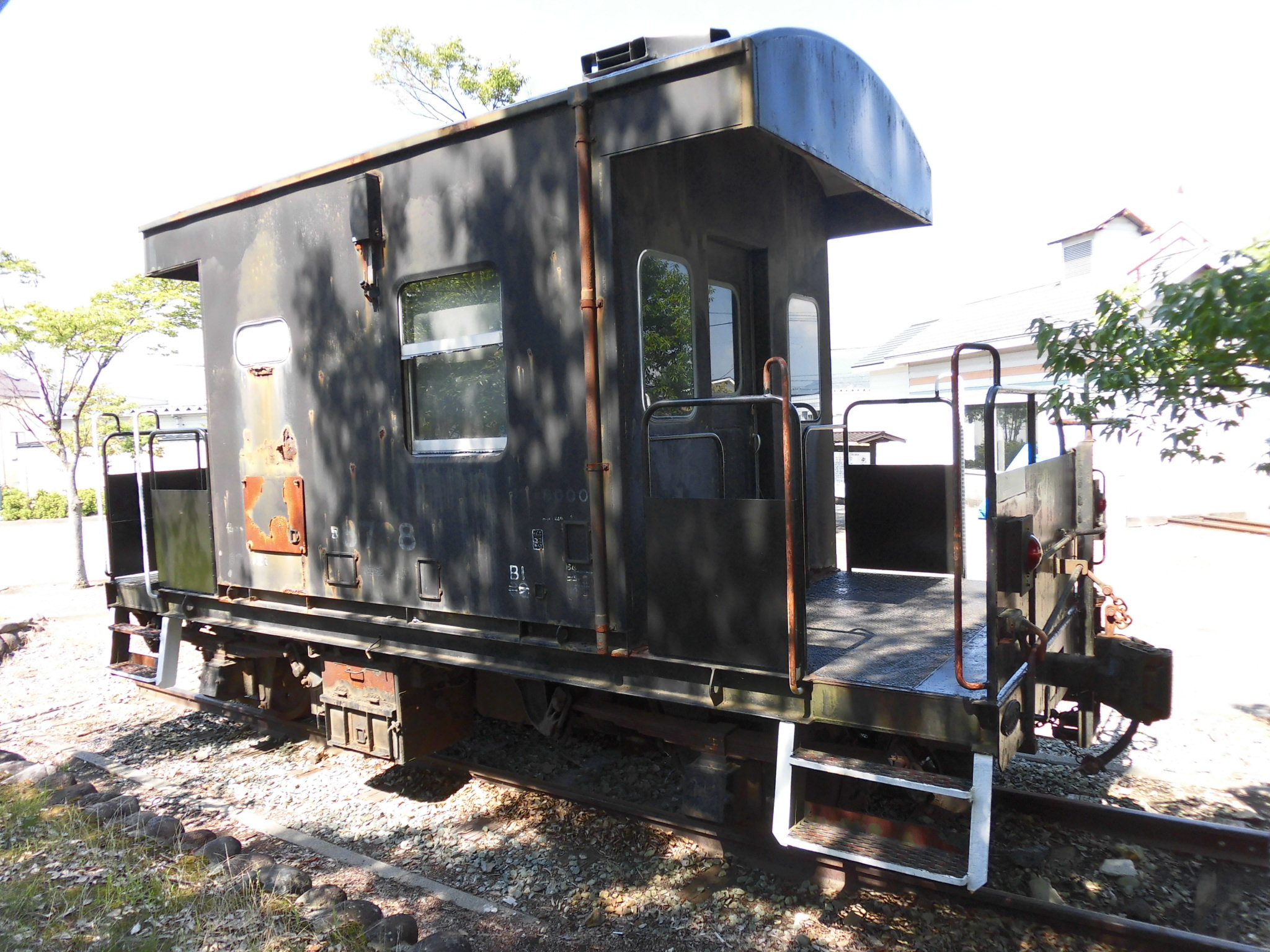
車掌車ヨ8798

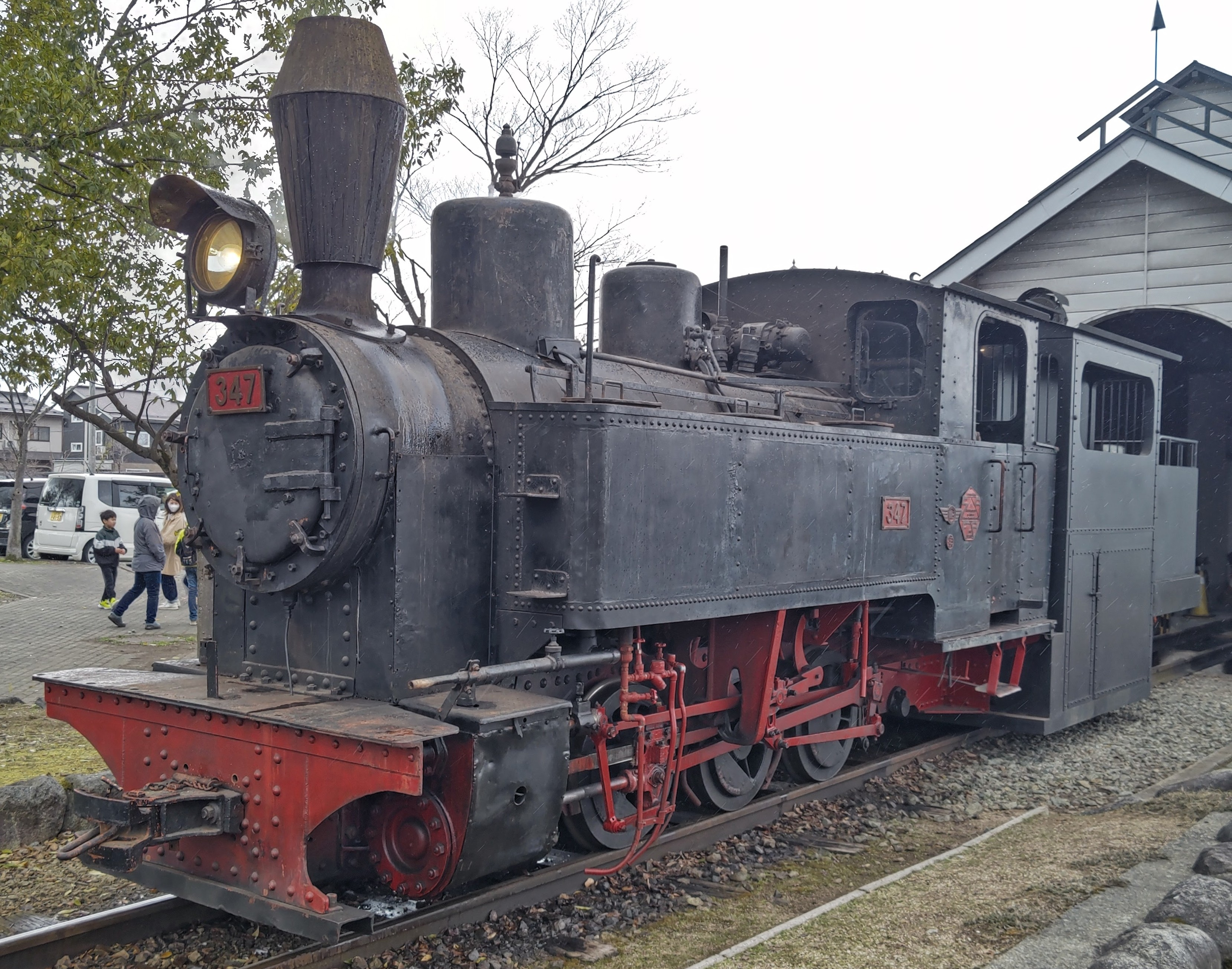
蒸気機関車347号

園内の北側には、山形県内初の私鉄だった谷地軌道（1915 - 1935年）で運行されていた「いもこ列車」を擬似的に再現した蒸気機関車（SL）が動態保存されている。また、車庫の近隣には車掌車ヨ8798が静態保存されている。
当公園は河北町の防災公園としても位置づけられている。

## 施設

### 軽便鉄道
軌間762mm、全長130mの軽便鉄道路線が敷設されており、SL「いもこ列車」が往復走行する。4月から10月までの月1回、当公園北側で一般公開している。一般公開時間は13:00 - 15:00、乗車料金は無料。「いもこ」とは山形弁で里芋のことで、煙突につけられた火の粉止めの形状が里芋に似ていたことが由来。
SL 347号
1948年（昭和23年）にベルギーのアングロ・フランコ・ベルジ社で製造された蒸気機関車。台湾糖業公司渓湖糖廠の専用線で使用されていた物を河北青年会議所が購入して河北町に寄贈し、1988年（昭和63年）より公開運転を開始した。
2005年（平成17年）10月から車両の不具合とアスベスト使用により運転を中止していたが、補修が完了し2007年（平成19年）6月3日より公開運転を再開している。補修時に、車体後部に一般客が乗れる展望デッキが取りつけられて外観が変化した。修繕は明立工業（東根市）により無償で行われた。
2010年（平成22年）10月、ボイラー故障により運転を中止していたが、2011年（平成23年）中にボイラーを修繕後、2012年（平成24年）5月5日より公開運転を再開している。
2014年（平成26年）にはボイラーの老朽化のため、灯油ボイラーとディーゼル発電機を搭載した炭水車を思わせる形状の補助車両を後部に連結し、ここから蒸気を供給して機関車を駆動する形が取られ、展望デッキもこの補助車両の後部に移設している。

### その他
- フィールドアスレチック（水・陸）
- テニスコート
- ふれあい館

## 交通アクセス
- JR奥羽本線さくらんぼ東根駅から6km。駅より河北町営バス河北中学校前下車、徒歩約3分

## 周辺
周辺は住宅街となっている。当公園の東側には最上川が流れている。
- 国道287号
- 河北町立河北中学校
- 河北町立谷地南部小学校
- 山形県立谷地高等学校
- 道の駅河北